# Рончители (Анкона)
Рончители (итал. Roncitelli) насеље је у Италији у округу Анкона, региону Марке.
Према процени из 2011. у насељу је живело 423 становника. Насеље се налази на надморској висини од 143 м.